# 国立第二病院

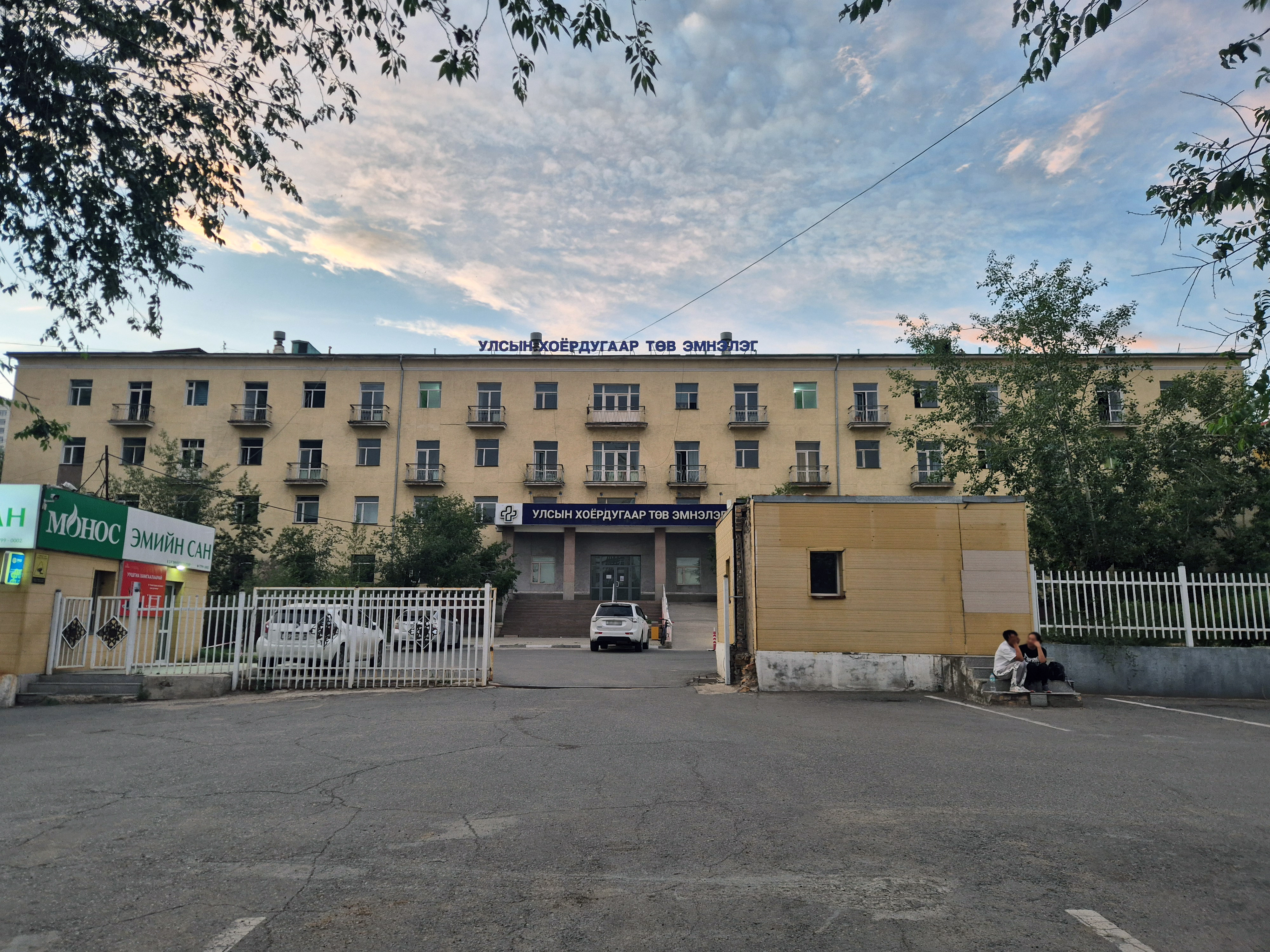
国立第二病院

国立第二病院（モンゴル語: Улсын Хоёрдугаар Төв Эмнэлэг）はモンゴルのウランバートルに位置する病院。
国立第二病院の名で開院し、日本のODAの一環として医療機器を贈ったことにより、このことを記念しサクラ病院と改名したが、現在はモンゴル語: Улсын Хоёрдугаар Төв Эмнэлэг（直訳は国立第二中央病院）と呼ばれている。